# Fase de grupos de la Euroliga 2015-16
La fase de grupos de la Euroliga 2015-16 se jugó del 15 de octubre al 18 de diciembre de 2015. Un total de 24 equipos compitieron en la fase de grupos para decidir los 16 equipos que participen en el Top 16.

## Formato
En cada grupo, los equipos jugaron dos partidos (en casa y a domicilio) contra todos los equipos de su grupo. Las jornadas fueron 15-16 de octubre, 22-23 de octubre, 29-30 de octubre, 5-6 de noviembre, 12-13 de noviembre, 19-20 de noviembre, 26-27 de noviembre, 3-4 de diciembre, 10-11 de diciembre y 17-18 de diciembre de 2015.
Los cuatro primeros equipos de cada grupo se clasificaron al Top 16, mientras que el quinto y el sexto de cada grupo se clasificaron para el Last 32 de la Eurocup.
Estuvieron representados un total de 12 países en la fase de grupos. Pınar Karşıyaka y Darüşşafaka Doğuş hicieron su debut en la fase de grupos de la era moderna de la Euroleague Basketball.

### Desempates
Si los equipos están empatados en victoria y derrotas al final de la fase de grupos, el desempate se aplicn en el siguiente orden:
1. Victorias y derrotas entre los equipos implicados.
2. Diferencia de puntos entre los equipos implicados.
3. Diferencia de puntos durante la fase de grupos.
4. Puntos conseguidos durante la fase de grupos.
5. Suma de los cocientes de los puntos a favor y puntos en contra en cada partido de la fase de grupos.

## Grupos

### Grupo A
| Pos. | Equipo        | PJ | PG | PP | PF  | PC  | +/-  | Clasificación      |
| ---- | ------------- | -- | -- | -- | --- | --- | ---- | ------------------ |
| 1.   | Fenerbahçe    | 10 | 8  | 2  | 770 | 707 | +63  | Avanzan al Top 16  |
| 2.   | Khimki        | 10 | 5  | 5  | 798 | 740 | +58  | Avanzan al Top 16  |
| 3.   | Estrella Roja | 10 | 5  | 5  | 766 | 813 | –47  | Avanzan al Top 16  |
| 4.   | Real Madrid   | 10 | 5  | 5  | 854 | 808 | +46  | Avanzan al Top 16  |
| 5.   | Bayern Munich | 10 | 4  | 6  | 763 | 780 | –17  | Traslado a Eurocup |
| 6.   | Strasbourg    | 10 | 3  | 7  | 711 | 814 | –103 | Traslado a Eurocup |

### Grupo B
| Pos. | Equipo        | PJ | PG | PP | PF  | PC  | +/-  | Clasificación      |
| ---- | ------------- | -- | -- | -- | --- | --- | ---- | ------------------ |
| 1.   | Olympiacos    | 10 | 8  | 2  | 781 | 692 | +89  | Avanzan al Top 16  |
| 2.   | Anadolu Efes  | 10 | 6  | 4  | 863 | 824 | +39  | Avanzan al Top 16  |
| 3.   | Laboral Kutxa | 10 | 6  | 4  | 856 | 766 | +90  | Avanzan al Top 16  |
| 4.   | Cedevita      | 10 | 4  | 6  | 750 | 780 | –30  | Avanzan al Top 16  |
| 5.   | Limoges       | 10 | 3  | 7  | 698 | 823 | –125 | Traslado a Eurocup |
| 6.   | EA7 Milano    | 10 | 3  | 7  | 737 | 787 | –50  | Traslado a Eurocup |

### Grupo C
| Pos. | Equipo               | PJ | PG | PP | PF  | PC  | +/- | Clasificación      |
| ---- | -------------------- | -- | -- | -- | --- | --- | --- | ------------------ |
| 1.   | Lokomotiv Kuban      | 10 | 8  | 2  | 754 | 683 | +71 | Avanzan al Top 16  |
| 2.   | FC Barcelona Lassa   | 10 | 6  | 4  | 822 | 747 | +75 | Avanzan al Top 16  |
| 3.   | Panathinaikos        | 10 | 6  | 4  | 756 | 710 | +46 | Avanzan al Top 16  |
| 4.   | Žalgiris             | 10 | 5  | 5  | 697 | 731 | –34 | Avanzan al Top 16  |
| 5.   | Pınar Karşıyaka      | 10 | 3  | 7  | 698 | 772 | –74 | Traslado a Eurocup |
| 6.   | Stelmet Zielona Góra | 10 | 2  | 8  | 664 | 748 | –84 | Traslado a Eurocup |

### Grupo D
| Pos. | Equipo            | PJ | PG | PP | PF  | PC  | +/-  | Clasificación      |
| ---- | ----------------- | -- | -- | -- | --- | --- | ---- | ------------------ |
| 1.   | CSKA Moscú        | 10 | 9  | 1  | 911 | 784 | +127 | Avanzan al Top 16  |
| 2.   | Unicaja           | 10 | 7  | 3  | 761 | 719 | +42  | Avanzan al Top 16  |
| 3.   | Brose Baskets     | 10 | 6  | 4  | 778 | 720 | +58  | Avanzan al Top 16  |
| 4.   | Darüşşafaka Doğuş | 10 | 4  | 6  | 704 | 740 | –36  | Avanzan al Top 16  |
| 5.   | Maccabi FOX       | 10 | 4  | 6  | 750 | 792 | –42  | Traslado a Eurocup |
| 6.   | Dinamo Sassari    | 10 | 0  | 10 | 690 | 839 | –149 | Traslado a Eurocup |

## Resultados
|               | FBU   | KHI   | CZT   | RMB   | BAY    | SIG   |
| ------------- | ----- | ----- | ----- | ----- | ------ | ----- |
| Fenerbahçe    |       | 88−83 | 79−61 | 77−66 | 74−67  | 81−64 |
| Khimki        | 68−70 |       | 91−53 | 84−70 | 70−81  | 88−62 |
| Estrella Roja | 60−74 | 96−91 |       | 94−88 | 85−76  | 81−59 |
| Real Madrid   | 80−73 | 82−85 | 98−71 |       | 101−99 | 97−65 |
| Bayern Munich | 67−84 | 69−60 | 79−90 | 67−86 |        | 76−61 |
| Strasbourg    | 91−70 | 69−78 | 78−75 | 93−86 | 69−82  |       |

|               | OLY   | EFS   | LBO    | CED   | LIM   | EA7   |
| ------------- | ----- | ----- | ------ | ----- | ----- | ----- |
| Olympiacos    |       | 68−81 | 59−52  | 76−61 | 75−49 | 73−63 |
| Anadolu Efes  | 87−91 |       | 95−86  | 75−81 | 92−74 | 89−73 |
| Laboral Kutxa | 96−89 | 92−90 |        | 92−70 | 92−56 | 94−82 |
| Cedevita      | 70−83 | 75−81 | 76−67  |       | 80−84 | 82−85 |
| Limoges       | 67−76 | 77−89 | 71−107 | 69−78 |       | 74−65 |
| EA7 Milano    | 66−71 | 86−84 | 78−76  | 68−77 | 69−77 |       |

|                      | LOK   | FCB   | PAO   | ZAL   | KSK    | ZGA   |
| -------------------- | ----- | ----- | ----- | ----- | ------ | ----- |
| Lokomotiv Kuban      |       | 78−74 | 81−70 | 80−50 | 72−53  | 51−66 |
| FC Barcelona Lassa   | 72−68 |       | 77−52 | 88−92 | 107−79 | 78−72 |
| Panathinaikos        | 71−77 | 93−86 |       | 91−56 | 85−73  | 82−51 |
| Žalgiris             | 74−76 | 78−85 | 72−75 |       | 74−52  | 67−56 |
| Pınar Karşıyaka      | 78−88 | 71−62 | 66−69 | 66−68 |        | 77−66 |
| Stelmet Zielona Góra | 75−83 | 64−93 | 71−68 | 62−66 | 81−83  |       |

|                   | CSK    | UNI   | BRO   | DAR   | MAC    | DSS   |
| ----------------- | ------ | ----- | ----- | ----- | ------ | ----- |
| CSKA Moscú        |        | 78−86 | 83−77 | 94−66 | 100−69 | 93−87 |
| Unicaja           | 76−88  |       | 76−71 | 81−69 | 82−68  | 80−62 |
| Brose Baskets     | 88−100 | 73−53 |       | 86−76 | 77−66  | 86−54 |
| Darüşşafaka Doğuş | 75−80  | 63−57 | 54−65 |       | 66−70  | 83−74 |
| Maccabi FOX       | 82−88  | 82−93 | 85−65 | 73−84 |        | 79−63 |
| Dinamo Sassari    | 78−107 | 65−77 | 73−90 | 60−68 | 74−76  |       |

## Estadísticas individuales

### Valoración
| Pos. | Jugador           | Equipo             | Partidos | Valoración | VPP  |
| ---- | ----------------- | ------------------ | -------- | ---------- | ---- |
| 1.   | Ioannis Bourousis | Laboral Kutxa      | 10       | 236        | 23,6 |
| 2.   | Nando de Colo     | CSKA Moscú         | 10       | 223        | 22,3 |
| 3.   | Ante Tomić        | FC Barcelona Lassa | 10       | 199        | 19,9 |

### Puntos
| Pos. | Jugador         | Equipo          | Partidos | Puntos | PPP  |
| ---- | --------------- | --------------- | -------- | ------ | ---- |
| 1.   | Nando de Colo   | CSKA Moscú      | 10       | 181    | 18,1 |
| 2.   | Maik Zirbes     | Estrella Roja   | 10       | 163    | 16,3 |
| 3.   | Malcolm Delaney | Lokomotiv Kuban | 10       | 161    | 16,1 |

### Rebotes
| Pos. | Jugador           | Equipo               | Partidos | Rebotes | RPP |
| ---- | ----------------- | -------------------- | -------- | ------- | --- |
| 1.   | Ioannis Bourousis | Laboral Kutxa        | 10       | 96      | 9,6 |
| 2.   | Trevor Mbakwe     | Maccabi Tel Aviv     | 10       | 80      | 8   |
| 3.   | Mateusz Ponitka   | Stelmet Zielona Góra | 10       | 79      | 7,9 |

### Asistencias
| Pos. | Jugador        | Equipo        | Partidos | Asistencias | APP |
| ---- | -------------- | ------------- | -------- | ----------- | --- |
| 1.   | Thomas Heurtel | Anadolu Efes  | 10       | 77          | 7,7 |
| 2.   | Stefan Jović   | Estrella Roja | 10       | 74          | 7,4 |
| 3.   | Nick Calathes  | Panathinaikos | 10       | 68          | 6,8 |